# Браниця-Радзинська-Кольонія
Браниця-Радзинська-Кольонія (пол. Branica Radzyńska-Kolonia) — село в Польщі, у гміні Радинь-Підляський Радинського повіту Люблінського воєводства.
Населення — 415 осіб (2011).
У 1975-1998 роках село належало до Білопідляського воєводства.

## Демографія
Демографічна структура станом на 31 березня 2011 року:
|          | Загалом | Допрацездатний вік | Працездатний вік | Постпрацездатний вік |
| -------- | ------- | ------------------ | ---------------- | -------------------- |
| Чоловіки | 218     | 47                 | 147              | 24                   |
| Жінки    | 197     | 38                 | 106              | 53                   |
| Разом    | 415     | 85                 | 253              | 77                   |